# Boris Antonić
Boris Antonić (Vinkovci, 1938.), hrvatski zagonetački velemajstor, pedagog i publicist. Urednik je Leksikona zagonetača Jugoslavije i dobitnik Međunarodne zagonetačke nagrade »Zlatno pero«. 

## Vanjske poveznice
- Boris Antonić Deseta umjetnost - enigmatika (mrežnik Nedjeljka Nedića).